# Clima Afganistanului

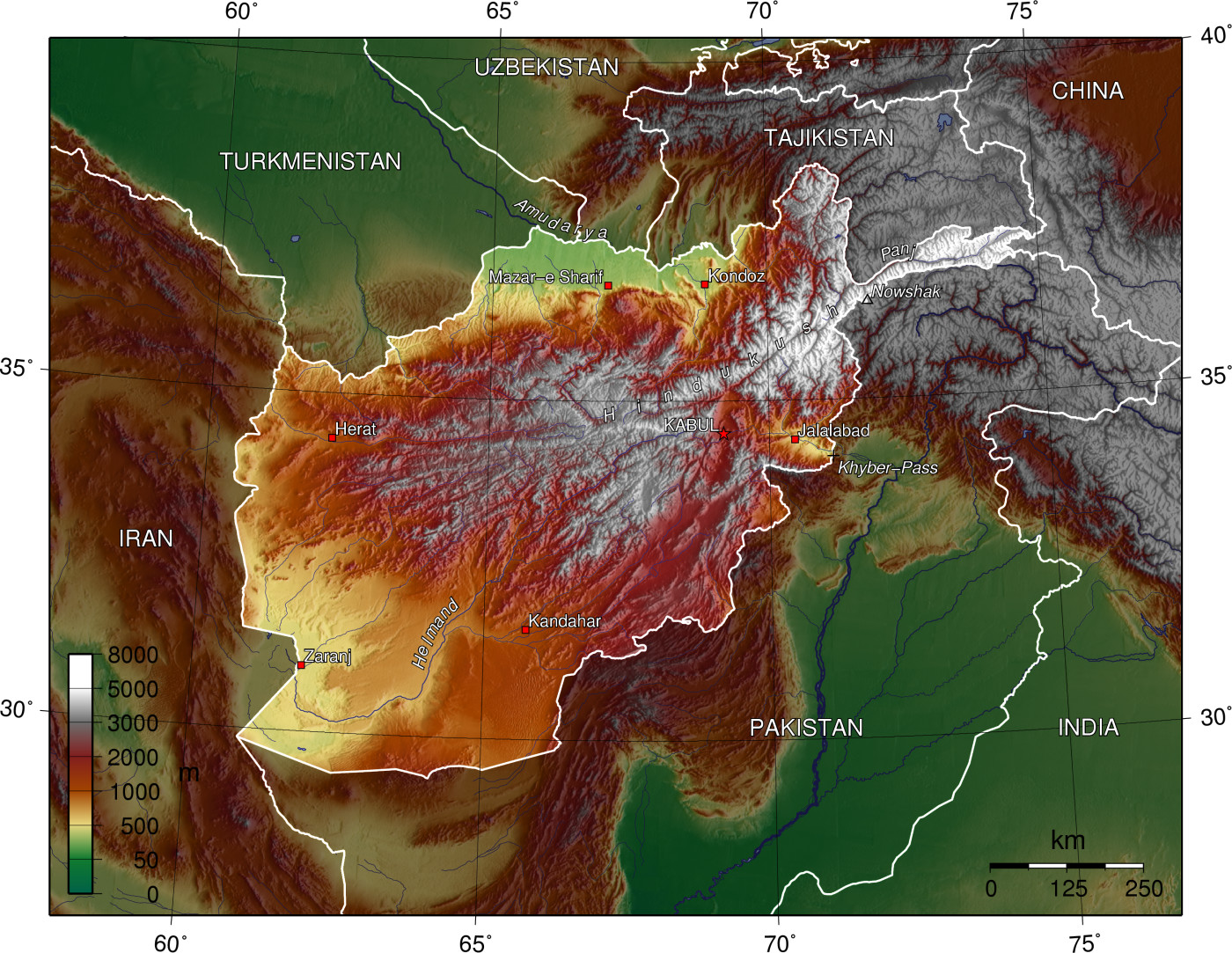
Hartă topografică a Afganistanului.

Clima Afganistanului este una temperat continentală, secetoasă, cu patru anotimpuri distincte. Temperaturile variază puternic în funcție de anotimp și de regiune. Iernile aduc zăpadă, iar verile sunt calde și secetoase. Toamna este moderată. Cantitatea medie de precipitații este de aproximativ 34 cm pe an și scade în principal primăvara. 